# Коныртобе (Жуалынский район)
Коныртобе (каз. Қоңыртөбе, до 1993 г. - Успеновка) — аул в Жуалынском районе Жамбылской области Казахстана. Входит в состав Жетитобинского сельского округа. Код КАТО — 314245200.

## Население
В 1999 году население аула составляло 564 человека (284 мужчины и 280 женщин). По данным переписи 2009 года, в ауле проживало 613 человек (319 мужчин и 294 женщины).